# 北西連邦管区

北西連邦管区
Северо-Западный федеральный округ

北西連邦管区（ほくせいれんぽうかんく、ロシア語: Северо-западный федеральный округ: Severo-zapadnyi federal'nyi okrug）は、ロシア連邦の地域管轄区分である連邦管区のひとつ。ヨーロッパロシアの北部を管轄している。本部はロシア第二の都市であり、連邦市であるサンクトペテルブルクに置かれる。2016年の人口は1385万3694人で、ロシア全体の9.6%を占める。

## 概要

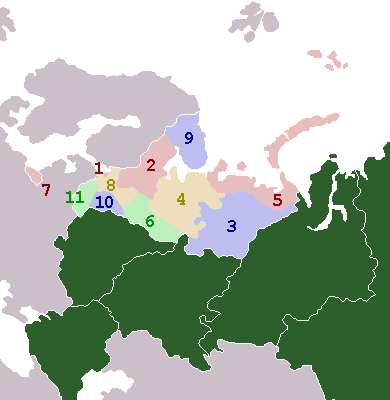
北西連邦管区の連邦構成主体図

北西連邦管区に所属する連邦構成主体は、
1. サンクトペテルブルク市
2. カレリア共和国
3. コミ共和国
4. アルハンゲリスク州
5. ネネツ自治管区
6. ヴォログダ州
7. カリーニングラード州
8. レニングラード州
9. ムルマンスク州
10. ノヴゴロド州
11. プスコフ州

の11主体である。
連邦市であるサンクトペテルブルク市（旧称レニングラード市）は、レニングラード州の州都であるが、同州からは行政的に独立している。ネネツ自治管区はアルハンゲリスク州に所属するが、州とは別に連邦構成主体のひとつとしてロシア連邦を構成する。

## 隣接連邦管区
- 東： ウラル連邦管区
- 南東： 沿ヴォルガ連邦管区
- 南西： 中央連邦管区
- 南西： ラトビア
- 南西： エストニア
- 西：フィンランド湾
- 北西： フィンランド
- 北西： ノルウェー
- 北：バレンツ海
- 北：白海
- 北東：カラ海

## 人口
- 1979年1月17日：1408万2810人
- 1989年1月12日：1527万8689人
- 2002年10月9日：1397万4466人
- 2010年10月14日：1361万6057人
- 2016年1月1日：1385万3694人[1]

## 歴代大統領全権代表
- ヴィクトル・チェルケソフ (2000年5月18日 - 2003年3月11日)
- ワレンチナ・マトヴィエンコ (2003年3月11日 - 10月15日)
- アンドレイ・チェルネンコ (代行、2003年10月15日 - 2003年11月1日)
- イリヤ・クレバノフ (2003年11月1日 - 2011年9月6日)
- ニコライ・ヴィンニチェンコ (2011年9月6日 - 2013年3月11日)
- ウラジーミル・ブラヴィン（ロシア語版） (2013年3月11日 - 2016年7月28日)
- ニコライ・ツカノフ（英語版） (2016年7月28日 - 2017年12月25日)
- アレクサンドル・ベグロフ (2017年12月25日 - 2018年11月7日)
- アレクサンドル・グチャン (2018年11月7日 - 現職)